# Campeonato nacional de Estados Unidos 1900
Lista de los campeones del Campeonato nacional de Estados Unidos de 1900:

## Senior

### Individuales masculinos
Malcolm Whitman vence a  William Larned, 6–4, 1–6, 6–2, 6–2

### Individuales femeninos
Myrtle McAteer vence a  Edith Parker, 6–2, 6–2, 6–0

### Dobles masculinos
Holcombe Ward /  Dwight Davis vencen a  Fred Alexander /  Raymond Little, 6–4, 9–7, 12–10

### Dobles femeninos
Hallie Champlin /  Edith Parker vencen a  Marie Wimer /  Myrtle McAteer, 9–7, 6–2, 6–2

### Dobles mixto
Margaret Hunnewell /  Alfred Codman vencen a  T. Shaw /  George Atkinson, 11–9, 6–3, 6–1
| Predecesor: 1899                         | Campeonato nacional de Estados Unidos 1900 | Sucesor: 1901                         |
| Predecesor: Campeonato de Wimbledon 1900 | Grand Slam 1900                            | Sucesor: Campeonato de Wimbledon 1901 |

- Datos: Q2620532